# Пайсен (Бернбург)
Пайсен (нем. Peißen) — деревня в Германии, в земле Саксония-Анхальт. Входит в состав города Бернбург района Зальцланд. 
Население составляет 1244 человека (на 31 декабря 2006 года). Занимает площадь 9,68 км².
Ранее Пайсен имела статус общины (коммуны). 1 января 2010 года вошла в состав города Бернбург.

## Достопримечательности
Дистанционный столб, установленный в 1800 году.